# دنيس ينسن (منافس ألعاب قوى)
دنيس جنسن (بالدنماركية: Dennis Jensen)‏ هو منافس ألعاب قوى دنماركي، ولد في 11 سبتمبر 1969.

## وصلات خارجية
- دنيس جنسن على موقع الاتحاد الدولي لألعاب القوى (الإنجليزية)